# Pareuptychia poltys
Pareuptychia poltys är en fjärilsart som beskrevs av Prittwitz 1865. Pareuptychia poltys ingår i släktet Pareuptychia och familjen praktfjärilar. Inga underarter finns listade i Catalogue of Life.